# Alain Robert
Alain Robert (tên đầy đủ là Robert Alain Philippe), sinh ngày 7 tháng 8 năm 1962 tại Saône-et-Loire, Bourgogne, Pháp nhưng ông đã sống thời thơ ấu của mình tại Valencia (Drôme) là một nhà leo núi người chuyên nghiệp người Pháp. Năm 1994 ông bắt đầu leo trèo trên các tòa cao ốc chọc trời ở thành thị bằng đôi tay trần và không cần vật dụng bảo hộ, từ đây ông được nhiều người biết đến với biệt danh là người nhện.

## Tuổi thơ gan lỳ
Lý do người ta gọi Alain Robert là "người nhện" vì hầu hết trong những màn chinh phục các tòa tháp cao, anh chỉ đều dùng tay không và giày leo núi chuyên dụng. Robert khởi nghiệp leo trèo từ khi còn là một cậu nhóc với những vách đá xung quanh khu vực anh sinh sống. Vào năm 12 tuổi, Robert từng leo lên tận lầu 8 để vào...căn hộ của mình vì quên chìa khóa trong khi bố mẹ đi vắng. Năm 1982, Robert từng nếm trải 2 tai nạn đáng kể, lần đầu là lúc 19 tuổi và lần tiếp theo ở tuổi 20. Điều trùng hợp kỳ lạ là Robert đều bị ngã từ độ cao 15m trong cả hai trường hợp trên. Anh bị gãy xương nặng và đến nay, Robert vẫn bị chứng mất thăng bằng thường xuyên. Lúc bấy giờ, các bác sĩ đã nói rằng Robert sẽ bị tàn tật 60% và đoan chắc anh không thể leo trèo được nữa. Tuy nhiên, chỉ trong vòng 6 tháng sau đó, bỏ ngoài tai tất cả những lời răn đe của bác sĩ, Robert lại tiếp tục theo đuổi thú đam mê điên khùng của mình. Thậm chí, Robert còn leo rất hăng say là đằng khác và ngày càng nâng cao đẳng cấp của mình với những dãy núi đá Alps ở Pháp trước khi quay lại các tòa nhà tại những thành phố lớn.
Ngày 25 tháng 6 năm 2008, Robert lại gây xôn xao dư luận với màn chinh phục tòa nhà cao 63m tại thủ đô Kiev của Ukraina. Vụ leo trèo tòa nhà 16 tầng này của Robert nhằm quảng cáo cho một công ty viễn thông địa phương. Trước đó, Robert đã từng trổ tài treo mình trên một khách sạn ở Hồng Kông có tên là Trung tâm tài chính quốc tế (Four Seasons Place), cao 46 tầng và bị tóm ngay khi dừng chân ở nóc tòa nhà. Thế nhưng anh ta lại được tha ngay sau đó mà không bị định tội. Lúc cheo leo trên tường của khách sạn trên, Robert đã mặc chiếc áo thun ngắn tay có đề địa chỉ website cá nhân: http://www.thesolutionissimple.org/ Lưu trữ ngày 15 tháng 6 năm 2011 tại Wayback Machine. "Tôi thực hiện pha chinh phục độ cao lần này là để nâng cao ý thức của mọi người về hiện tượng ấm dần lên của trái đất"-Robert nói với Hãng tin AFP.

## Chiến lược
Bởi vì chính quyền không cho Robert leo trèo trong các tư thế nguy hiểm như vậy nên Robert thường xuất hiện vào lúc bình minh, tại nơi của các tòa nhà chọc trời mà ông đã chọn để chinh phục và ông đã thu hút được rất nhiều người xem. Kết quả là Robert đã bị bắt rất nhiều lần, ở nhiều nước khác nhau các quan chức thực thi pháp luật chờ anh trên những điểm cao nhất và các vụ bắt giữ diễn ra nhanh chóng và ông được thả.
Các chuyên gia nói ông leo được như vậy là do ông đã khéo léo linh hoạt sử dụng những chỗ lồi lõm nhỏ của các bức tường và cửa sổ (như gờ cửa sổ và khung kính). Nhiều công trình mà ông chinh phục đã được ông leo trong vòng nhiều giờ mà không cần nghỉ ngơi. Robert thường có một túi nhỏ đựng phấn bột gắn ở phần eo của mình, phấn bột được ông sử dụng để hấp thụ mồ hôi từ bàn tay.

## Sự nghiệp
Sự nghiệp chinh phục các công trình đồ sộ của Robert rất đặc biệt bởi một danh sách dài các địa danh nổi tiếng trên thế giới gồm có tháp Eiffel, nhà hát Opera Sydney và tháp Montparnasse ở Paris, tháp đôi Petronas ở Kuala Lumpur cũng như công trình cao nhất thế giới hiện nay là Burj Khalifa tại Dubai. Trong những năm 1997, trên toàn thế giới đã biết đến ông thông qua các phương tiện truyền thông qua những pha leo trèo ngoạn mục và mục tiêu lúc này của ông là chinh phục tòa nhà cao nhất thế giới vào thời gian này Tháp đôi Petronas ở Kuala Lumpur, Malaysia. Mặc dù các nhà chức trách ở Malaysia đã nỗ lực ngăn chặn hành động này của Robert nhưng họ vẫn bất ngờ khi vào một ngày trong năm 1997 ông bất ngờ xuất hiện bên ngoài một số tầng của tháp và anh bị bắt giữ khi đang ở tầng thứ 60. Khó khăn nhất trong sự nghiệp leo trèo của ông cần phải kể đến tháp Sears bây giờ tên là Willis Tower tại Chcago vào năm 1999, một lớp sương mù dày đặc làm cho các tấm kính và kim loại của 20 tầng cuối cùng trở nên ẩm ướt và trơn trượt. Tuy nhiên, ông đã vượt qua các khó khăn đó và lên đến đỉnh, ông trở thành người thứ hai trên thế giới chinh phục được tháp Sears sau Dan Goodwin vào năm 1981.
Tháng 6 năm 1999, Robert chinh phục khách sạn Marriott cao 170 mét ở Warsaw, Ba Lan.
Năm 2000, Robert chinh phục bút tháp Luxor (Luxor Obelisk-một cột đá có tuổi thọ khoảng 3300 năm tuổi được lấy từ đền Luxor ở Ai Cập) cao 23 tại quảng trường Place de la Concorde, Pháp.
Tháng 2 năm 2003, Robert chinh phục Ngân hàng Quốc gia Abu Dhabi cao 200 mét ở UAE, trước sự chứng kiến của khoảng 100.000 người xem.
Vào tháng 5 năm 2003, ông được trả khoảng 18.000 đôla để chinh phục 95 mét của tòa nhà Lloyd ở Luân Đôn nhằm quảng bá cho sự ra mắt của phim người nhện trên kênh truyền hình Sky Movies của Anh.
Ngày 19 tháng 10 năm 2004, Robert chinh phục trụ sở của công ty dầu khí Pháp Total cao 187 mét, khi đó ông mặc bộ trang phục của người nhện.
Ngày 25 tháng 12 năm 2004, Robert leo lên tháp Taipei 101 ở Đài Bắc chỉ một vài ngày trước khi tòa tháp này được khai trương vào ngày 31 tháng 12. Một cách hợp pháp ông đã chinh phục 508 mét của tòa nhà. Các mặt dốc của tòa nhà này hoàn toàn không gây cho Robert khó khăn gì nhưng những cơn mưa lớn đã làm ông leo mất 4 giờ, gấp đôi thời gian ông ước tính.
Ngày 11 tháng 6 năm 2005, ông leo lên Cheung Kong Center tại Hồng Kông, ông đã leo 283 mét và lên đến đỉnh của tòa tháp 62 tầng này.
Ngày 1 tháng 9 năm 2006, ông leo lên tòa tháp Europa cao 148 mét tại Vilnius (Litva). Ông mặc một bộ đồ màu đen và sử dụng một sợi dây an toàn. Trong 40 phút ông đã chinh phục được 114 mét của tòa nhà. Cũng vào năm 2006, ông cũng đã chinh phục Vasco da Gama Tower ở Bồ Đào Nha như là một phần của việc quảng cáo cho công ty điều hành di động của quốc gia này Optimus. Năm 2006 của ông kết thúc bằng việc ông chinh phục Santa Fe World Plaza ở Mexico City vào ngày 7 tháng 12.
Ngày 23 tháng 2 năm 2007, một cách hợp pháp ông đã chinh phục được tòa tháp Abu Dhabi Investment Authority là trụ sở của cơ quan đầu tư Abu Dhabi trên bờ biển Abu Dhabi.
Ngày 20 tháng 3 năm 2007, một lần nữa ông lại leo lên tháp đôi Petronas, đánh dấu tròn 10 năm khi ông leo lên tòa tháp này vào năm 1997. Khi lên đến tầng 60 thì ông ngừng lại vì bị bắt. Ông vẫy quốc kì của Malaysia và đã thu hút được sự chú ý của những người chứng kiến và các đơn vị truyền thông trước khi tra tay vào còng và được đưa đến đồn cảnh sát.
Ngày 31 tháng 5 năm 2007, ông leo lên 88 tầng của tháp Jin Mao (Tháp Kim Mậu) tại Thượng Hải, Trung Quốc và một lần nữa ông lại mặc trang phục của Người Nhện. Sau đó ông bị bắt, bỏ tù năm ngày trước khi bị trục xuất khỏi Trung Quốc.
Tháng 11 năm 2007, ông được chính quyền địa phương Trương Gia Giới để leo núi Tinamen cao 1518 mét, một cảnh đẹp ở phía Nam tỉnh Hồ Nam, Trung Quốc nhằm quảng bá cho tiềm năng du lịch của vùng.
Ngày 4 tháng 9 năm 2007, ông leo lên tòa nhà văn phòng-tháp Federation cao 244 mét ở Moskva (là tòa cao ốc cao nhất ở Nga),ông bị bắt và có thể sẽ phải nộp một khoản tiền phạt vì vi phạm tiêu chuẩn an toàn lao động tại công trường đang xây dựng.
Ngày 18 tháng 12 năm 2007, ông chinh phục tòa nhà văn phòng 29 tầng cao 101 mét-Portland House ở Luân Đôn với thời gian 40 phút. Sau đó ông được cảnh sát đưa ra khỏi khu vực đó và bắt ông vì những thiệt hại về thời gian mà ông đã gây ra cho cảnh sát.
Ngày 15 tháng 4 năm 2008, ông leo được 60 tầng của Trung tâm tài chính quốc tế (Four Seasons Place) ở Hồng Kông. Cảnh sát và xe chữa cháy được huy động, Robert mất 1 giờ để lên đến đỉnh của tòa tháp. Robert gặp khó khăn khi không thể lên cao ở 5 mét cuối cùng. Ông đã phải leo qua một bên đến khi chạm được một góc để vượt qua khó khăn và lên đến đỉnh. Ông như bị rơi xuống khi có một phụ nữ bên trong kính hốt hoảng gào lên và gần như bị ngất đi. Ông bị bắt ngay sau khi hoàn thành phần leo trèo của mình. Ông phát biểu rằng việc ông làm như vậy nhằm nâng cao sự nhận thức của mọi người về sự nóng lên toàn cầu.
Ngày 5 tháng 6 năm 2008, ông leo lên Tòa nhà New York Times ở New York. Ông giương một biểu ngữ với khẩu hiệu nói về sự nóng lên toàn cầu và bị cảnh sát bắt ngay sau đó. Biểu ngữ nói: "Mỗi tuần, sự nóng lên toàn cầu giết chết nhiều người hơn sự kiện ngày 11/9/2001".
Ngày 17 tháng 2 năm 2009, một lần nữa ông lại leo lên Cheung Kong Center tại Hồng Kông, lần này ông mất 40 phút để lên đến đỉnh của tầng 62.
Ngày 2 tháng 4 năm 2009, trong Hội nghị thượng đỉnh G20 2009 tại Luân Đôn ông leo đến tầng 9 của tòa nhà Lloyd và giương một biểu ngữ nói rằng chỉ còn 100 tháng để cứu hành tinh.
Ngày 2 tháng 6 năm 2009, ông leo đến tầng 41 của tháp RBS tại Sydney, Úc và lần này ông cũng bị bắt giữ.
Ngày 1 tháng 9 năm 2009, một ngày sau lễ Quốc khánh lần thứ 52 của Malaysia và sau hai vụ bắt giữ vào năm 1997 và 2007, Alain Robert cuối cùng đã thành công khi lên đến đỉnh của Tháp đôi Petronas. Ông bắt đầu vào 6:00 giờ địa phương và lên đến đỉnh vào lúc 7:40 mà không có sự theo dõi của chính quyền. Lần chinh phục này của ông nổi tiếng khi ông đứng trên phần cao nhất của tòa tháp và dang hay tay ra.
Ngày 8 tháng 10 năm 2009, Robert leo lên 33 tầng của tòa nhà Ariane tại Paris. Sau đó, ông đã bị bắt ở phía trên nhưng sớm được thả.
Ngày 30 tháng 8 năm 2010, Ông leo lên 57 tầng của tòa nhà Lumiere Residential ở Sydney, Úc. Ông mất 20 phút để leo và bị bắt bởi những viên cảnh sát chờ sẵn trên đỉnh của tòa nhà.
Ngày 5 tháng 11 năm 2010, bắt đầu từ 6:00 chiều ông mất 35 phút để leo lên Singapore Flyer. Đây là lần đầu tiên ông leo lên một cấu trúc hình tròn có chuyển động và trở thành người đầu tiên leo lên vòng đu quay quan sát lớn nhất thế giới.
Ngày 26 tháng 1 năm 2011, bắt đầu vào buổi sáng ông đã leo lên Tòa nhà Hang Seng Bank ở Hồng Kông và kết thúc vào giữa trưa.
Ngày 28 tháng 3 năm 2011, ông leo lên tòa nhà cao nhất thế giới – tòa tháp Burj Khalifa ở Dubai và ông mất 6 giờ để hoàn tất. Tuy nhiên, ông phải tuạn thủ các quy tắc về an toàn theo yêu cầu từ ban quản lý của tòa nhà.

## Các tai nạn
Trong một cuộc phỏng vấn năm 2005, Alain Robert nói rằng ông đã ngã 7 lần trong các lần leo trèo. Những lần tồi tệ nhất là vào tháng 9 năm 1982.
Vào ngày 18 tháng 1 năm 1982, lúc 19 tuổi ông ngã từ 15 mét khi ông neo dây thừng trong quá trình đào tạo. Ông bị gãy cổ tay, gót chân và mũi và phải trải qua 3 đợt hoạt động có giám sát.
Vào ngày 29 tháng 9 năm 1982, lúc 20 tuổi, ông ngã từ độ cao 15 mét khi sợi dây thừng của ông bung ra trong lúc đu dây. Ông bị hôn mê năm ngày, gãy 2 cánh tay, khuỷu tay, xương chậu và mũi. Khuỷu tay của ông cũng bị trật khớp và tổn thương về thần kinh khiến ông bị liệt một phần. Ông cũng bị phù não và chứng hay chóng mặt. Ông đã trải qua sáu hoạt động phục hồi trên bàn tay và khuỷu tay.
Năm 1993, ông đã ngã 8 mét trong khi cho các học sinh thấy việc dựa vào đôi chân mình leo núi là như thế nào. Ông để hai tay sau lưng và leo một cách dễ dàng nhưng ông bị mất thăng bằng và ngã một cách lộn ngược đầu, đập vỡ cả hai cổ tay của ông ấy. Ông bị hôn mê sâu và ở 2 tháng trong bệnh viện.
Năm 2004, ông đã ngã 2 mét khi leo lên một trụ đèn giao thông để chụp hình cho một bài phỏng vấn. Ông bị thương ở khuỷu tay và phải khâu bốn mươi mũi nhưng chỉ một tháng sau đó ông đã chinh phục được tòa nhà cao nhất thế giới vào thời điểm lúc bấy giờ là tháp Taipei 101.

## Những lần bị bắt

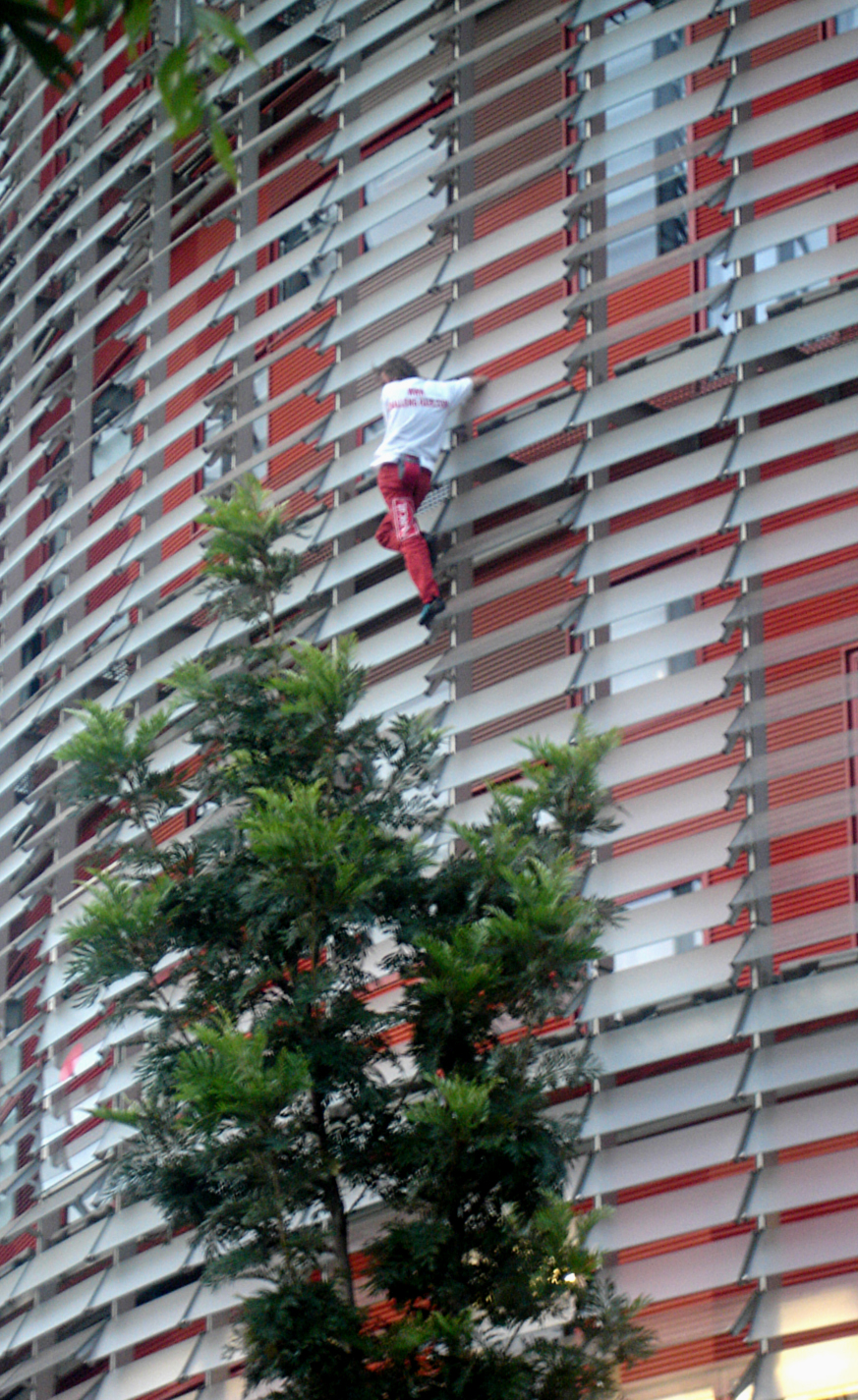
Alain Robert leo lên Torre Agbar ở Barcelona

Ngày 22 tháng 11 năm 2005, ông bị bắt lần đầu tiên khi leo lên các tòa nhà của Trung tâm Houston ở Houston, Texas. Ông bị buộc tội xâm phạm hình sự và sở hữu chất bị kiểm soát. Chất bị kiểm soát là hai viên thuốc mà cảnh sát tìm thấy trong người của ông. Ông nói những viên thuốc đó được kê theo toa, là thuốc Clobazam, một loại thuốc ngăn ngừa bệnh động kinh. Ông đã ở 2 ngày trong tù và phải ra tòa một tuần sau vào ngày 29 tháng 11 năm 2005, ông đưa ra được những chứng cứ về thuốc được kê theo toa của bác sĩ và được thả. Ngày 20 tháng 12 năm 2005, ông leo lên tháp Cristal tại Paris để phản đối các vụ bắt giữ, theo kế hoạch Robert phải có mặt tại tòa án vào ngày 4 tháng 1 năm 2006, nhưng ông nói rằng vào thời điểm đó ông sẽ leo núi ở México.
Ngày 15 tháng 3 năm 2006, ông leo 122 mét của tòa tháp Mercurial tại Bagnolet trước khi ông trở về Texas để thụ án. Ngày 31 tháng 3, ông xuất hiện trong một phiên tòa ở Houston. Bản án tù được giảm xuống một ngày và tiền phạt là 2000$ cho việc xâm phạm.
Ngày 31 tháng 5 năm 2007, sau khi leo 88 tầng của tháp Jin Mao (Tháp Kim Mậu) ở Thượng Hải, ông bị bắt và bị tù 5 ngày trước khi bị trục xuất khỏi Trung Quốc.
Ngày 27 tháng 2 năm 2008, ông leo lên tòa nhà Edifício Italia, dù đã được cấp phép nhưng ông vẫn bị bắt sau khi ching phục thành công tòa nhà này.
Ngày 15 tháng 4 năm 2008, ông leo 60 tầng của Trung tâm tài chính quốc tế (Four Seasons Place) ở Hồng Kông và cũng đã bị bắt sau khi lên đến nơi.
Ngày 5 tháng 6 năm 2008, lúc 11:40 giờ địa phương, ông leo lên 52 tầng của Tòa nhà New York Times ở New York và treo một biểu ngữ màu vàng trên tầng thứ 9 nói: "mỗi tuần sự nóng lên toàn cầu giết chết nhiều người hơn sự kiện ngày 11 tháng 9". Ông bị bắt khi lên đến mái vào lúc 12:25.
Ngày 2 tháng 6 năm 2009, Robert leo lên tòa nhà 41 tầng tòa nhà Royal Bank of Scotlandtại Sydney, ông bị bắt khi xuống đất.
Ngày 1 tháng 9 năm 2009, sau khi leo đến tầng 88 của tháp Petronas ở Malaysia trong chưa đầy hai giờ sau hai lần cố gắng không thành công trong thập kỉ qua, ông bị bắt và bị giam giữ trong đêm đó trước khi bị đưa ra tòa án. Ông bị đề nghị tội xâm phạm hình sự và bị phạt 567$.
Ngày 30 tháng 8 năm 2010, Robert đã bị bắt sau khi leo lên 57 tầng của tòa nhà Lumiere Residential ở Sydney, Úc vào lúc 10:30.

## Sách và tài liệu
Alain Robert với cuốn tự truyện "With Bare Hands" (Bằng đôi tay trần) lần đầu tiên được xuất bản tại Anh vào năm 2008. Cuốn sách cho thấy những hiểu biết hết sức sâu sắc của "người nhện" Robert. "With Bare Hands" cũng đề cập đến cách mà Alain Robert vượt qua bệnh tật sau những tai nạn khiếp đãm để tiếp tục thú vui leo trèo của mình. Chưa dừng ở đó, "With Bare Hands" lại tiếp tục được phát hành ở Hồng Kông với nhan đề mới: "Sự thật về Alain Robert-người nhện ngoài phim ảnh" (The true story of Alain Robert, the real-life Spiderman)
Năm 1998, cũng có một bộ phim tài liệu dài 52 phút có tiêu đề 'The Wall Crawler (Loài bò sát trên tường) do giám đốc/nhà sản xuất Julie Cohen phát hành.